# Gewöhnlicher Bartläufer

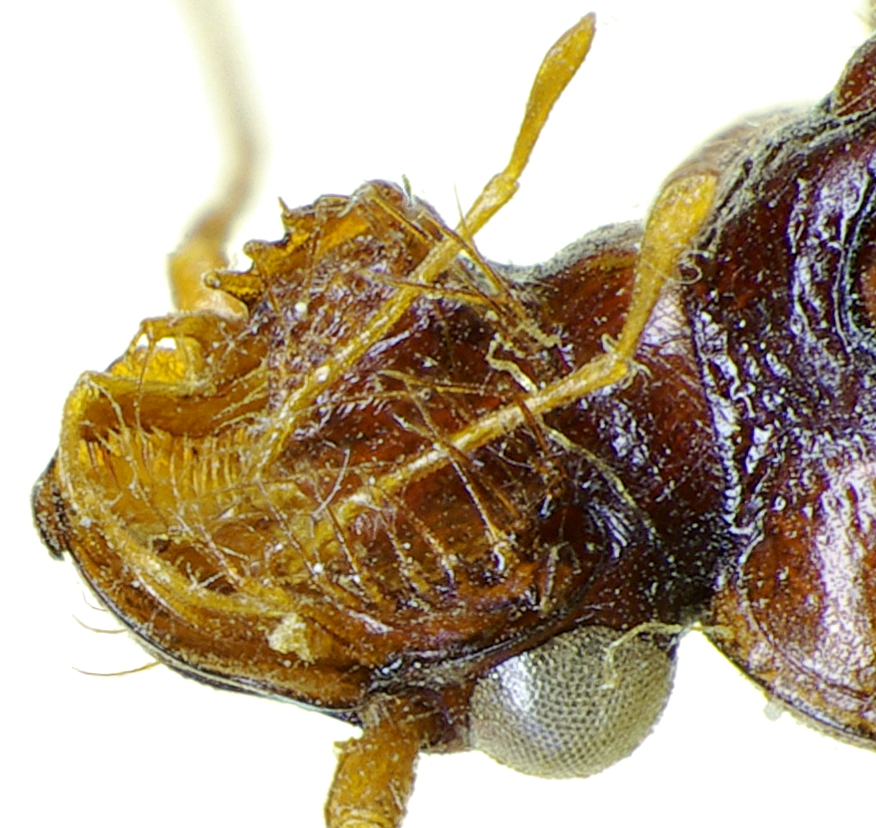
Kopfunterseite, Fangkorb

Der Gewöhnliche Bartläufer oder Rostfarbige Bartkäfer (Leistus ferrugineus) ist ein Käfer aus der Familie der Laufkäfer (Carabidae).

## Merkmale
Die Käfer erreichen eine Körperlänge von 5,5 bis 7 Millimetern. Ihr Körper ist komplett rotgelb gefärbt, der Kopf, der herzförmige Halsschild und gelegentlich auch der Bereich um die Schildchenregion sind dabei etwas dunkler als der übrige Körper. Die Fühler und Beine sind etwas heller gefärbt. Die Deckflügel (Elytren) sind oval geformt und tragen Längsrillen. Der Halsschild ist etwas schmaler als beim Schwarzköpfigen Bartläufer (Leistus terminatus), welcher zudem durch den schwarz gefärbten Kopf gut vom Gewöhnlichen Bartläufer zu unterscheiden ist.

### Ähnliche Arten
- Schwarzköpfiger Bartläufer (Leistus terminatus)

## Vorkommen und Lebensweise
Die Tiere kommen in Europa, östlich über den Kaukasus bis nach Sibirien vor. Auch auf den Britischen Inseln und Irland und im hohen Norden sind sie verbreitet, sie fehlen hingegen in Süd- und Südwesteuropa. Die Käfer leben an warmen und sandigen Orten, aber auch auf lehmig-sandigen Böden und feuchten Brachen wie beispielsweise in Wäldern, auf Feldern, Heiden und Steppen und auch in Gärten, vom Flachland bis in hohe Lagen. Man findet sie an abgestorbenen Pflanzenteilen und an Sträuchern, sie sind nicht selten. Die Paarung findet im Herbst statt.